# ウサバラ・DE・東京
「ウサバラ・DE・東京」（ウサバラ・デ・トウキョウ）は、平松愛理の23枚目のシングル。発売日は2000年6月16日。

## 解説
ポニーキャニオンからユニバーサル ビクター（旧・MCAビクター）へ移籍後、第2弾シングル。
アルバム「Usa-Bara」にはアルバムバージョン（mombotronics MIX）で収録されている。

## 収録曲
（全作詞・作曲：平松愛理　編曲：清水信之）
1. ウサバラ・DE・東京
2. ウサバラ・DE・東京（TOKYO JUNGLE MIX）
3. ウサバラ・DE・東京（TOKYO PANORAMA LOUNGE MIX）
4. 屋根のない恋
5. ウサバラ・DE・東京（オリジナル・カラオケ）